# Pablo García Francés
Pour les articles homonymes, voir Pablo Garcia et García.
García  Francés est un nom espagnol. Le premier nom de famille, en général paternel, est García ; le second, en général maternel, souvent omis, est Francés.
Pablo García Francés, né le 16 janvier 2001, est un coureur cycliste espagnol.

## Biographie
Formé au Club Ciclista Galapagar (Communauté de Madrid), Pablo García intègre le club Salchi-Iberauto pour son entrée chez les juniors (moins de 19 ans). Lors de la saison 2019, il se fait remarquer en obtenant de nombreux résultats dans les courses par étapes du calendrier national junior. Ses performances lui permettent d'intégrer la réserve de l'équipe Caja Rural-Seguros RGA en 2020.
En 2021, il s'impose sur le championnat de Galice. Il termine également deuxième du championnat d'Espagne du contre-la-montre espoirs, troisième de l'Aiztondo Klasica (Coupe d'Espagne amateurs) ou encore quatrième du Tour de Galice. En fin de saison, il devient stagiaire au sein de la structure professionnelle de Caja Rural-Seguros RGA, en tant que stagiaire.
En 2022, il se distingue en remportant une étape du Tour de Navarre et du Tour de Madrid Espoirs. Il se classe par ailleurs deuxième du championnat d'Espagne du contre-la-montre espoirs, comme l'année précédente. Au mois de juillet, il fait partie des cyclistes espagnols sélectionnés pour disputer les Jeux méditerranéens, à Oran.

## Palmarès et résultats

### Palmarès par année
- 2017
  - 2e du championnat d'Espagne de scratch juniors
- 2018
  - 3e du championnat d'Espagne de l'américaine juniors
- 2019
  - 1re étape de la Vuelta al Besaya
  - 2e du Challenge Montaña Central de Asturias Junior
- 2020
  - 2e du championnat d'Espagne de poursuite par équipes
- 2021
  - Championnat de Galice sur route
  - Prueba Loinaz
  - 2e de la Subida a Urraki
  - 2e du championnat d'Espagne du contre-la-montre espoirs
  - 3e de l'Aiztondo Klasica
- 2022
  - Trofeo San José
  - 4e étape du Tour de Navarre
  - 5e étape du Tour de Madrid Espoirs
  - 2e du championnat d'Espagne du contre-la-montre espoirs
  - 2e du Mémorial Etxaniz
- 2023
  - Tour d'Ávila : 
    - Classement général
    - 2e et 3e étapes

  - 2e du Laukizko Udala Saria
  - 2e de la Subida al Castillo de Cuéllar
  - 3e du Mémorial Agustín Sagasti
- 2024
  - 1re étape du Tour d'Estrémadure
  - 2e étape du Tour de Galice
  - 3e du Tour de Galice

### Classements mondiaux
| Année                                 | 2020  | 2021  | 2022  |
| ------------------------------------- | ----- | ----- | ----- |
| Classement mondial                    | 1407e | 1607e | 1749e |
| UCI Europe Tour                       | 1057e | 1134e | 1146e |
|                                       |       |       |       |
| Légende : nc = non classéSource : UCI |       |       |       |